# Apollinaris William Baumgartner
Apollinaris William Baumgartner OFMCap (ur. 24 lipca 1899 w Nowym Jorku, zm. 18 grudnia 1970 w Hagåtñie) – amerykański duchowny rzymskokatolicki, kapucyn, misjonarz, wikariusz apostolski Guamu, administrator apostolski Okinawy i Wysp Południowych, biskup Hagåtñy.

## Biografia
William Baumgartner urodził się 24 lipca 1899 w College Point, na Queensie, w Nowym Jorku, w Stanach Zjednoczonych. W 1919, po ukończeniu liceum, wstąpił do Zakonu Braci Mniejszych Kapucynów, gdzie przyjął imię Apollinaris. 30 maja 1926 z rąk biskupa La Crosse Alexandra Josepha McGavicka otrzymał święcenia prezbiteriatu i został kapłanem swojego zakonu. Następnie odbył studia dziennikarskie na Uniwersytecie Columbia zakończone uzyskaniem tytułu magistra (Master of Science) w 1928.
Kolejne lata spędził pracując jako wikariusz w Yonkers, spowiednik w seminarium nowojorskim, jako rekolekcjonista oraz redaktor publikacji kapucyńskich. W 1936 otrzymał prestiżowe probostwo na Manhattanie. Pełnił również różne funkcje we władzach swojej prowincji zakonnej.
25 sierpnia 1945 papież Pius XII mianował go wikariuszem apostolskim Guamu oraz biskupem tytularnym Ioppe. 18 września 1945 przyjął sakrę biskupią z rąk delegata apostolskiego w Stanach Zjednoczonych abpa Amleto Giovanniego Cicognaniego. Współkonsekratorami byli koadiutor biskupa Oklahoma City i Tulsy Eugene Joseph McGuinness oraz biskup Camden Bartholomew Joseph Eustace.
Na Guam przybył 23 października 1945. Wikariat apostolski Guamu był wówczas wyniszczony przez działania wojenne. Na wyspie przetrwały tylko trzy wymagające remontu kościoły. Bp Baumgartner budował świątynie na czele z katedrą w Hagåtñie. Otwierał również szkoły katolickie. Dbał o powołania kapłańskie z lokalnej społeczności. Rozwijał stowarzyszenie świeckich katolików, organizacje charytatywne oraz media katolickie.
Od 13 stycznia 1947 do 21 stycznia 1949 pełnił również funkcję administratora apostolskiego Okinawy i Wysp Południowych (tereny japońskie pod okupacją amerykańską). Jako ojciec soborowy wziął udział w soborze watykańskim II. 14 października 1965 wikariat apostolski Guamu został podniesiony do rangi diecezji. Tym samym bp Baumgartner został biskupem Hagåtñy.
Pod koniec życia podupadł na zdrowiu. 2 maja 1969 ks. Felixberto Camacho Floresa wyznaczono administratorem diecezji Hagåtñy, co wskazuje, że biskup Baumgartner nie był już fizycznie zdolny do kierowania diecezją. Bp Baumgartner zmarł 18 grudnia 1970.